# Gary Anderson (escritor)
Gary Anderson ( Indiana, Estados Unidos 14 de abril de 1948 ) es un escritor, académico, pedagogo y profesor en el departamento de Liderazgo, Política educativa y Tecnología en la Escuela Steinhardt de Cultura en la Universidad de Nueva York, Estados Unidos.

## Carrera
Gary Anderson nació el 14 de abril de 1948 en Indiana, Estados Unidos.
Estudió en la UNAM en México en 1968, donde aprendió español.
Realizó un doctorado por la Universidad Estatal de Ohio en administración educativa, currículum y enseñanza, política educativa y liderazgo.
Obtuvo una maestría en Educación por la Universidad de Columbia y licenciaturas en educación bilingüe en español e inglés y gestión educativa.
Entre 1982 y 1984 fue director en el Colegio Americano de Puebla en México.
Ha realizado investigaciones sobre reforma educativa, el liderazgo educativo y la nueva economía, escuelas micropolíticas, teoría organizacional, teorías críticas de clase, raza y género, el militarismo y la criminalización de los jóvenes en las escuelas, influenciado por la Pedagogía crítica de Paulo Freire.
Gary Anderson ha realizado trabajos sobre la metodología investigativa, la investigación-acción, el análisis discursivo y la etnografía.
En 1999, publicó un artículo junto a Mónica Pini en la Revista Iberoamericana de Educación de la OEI sobre la política educativa, práctica y debates para Estados Unidos y Latinoamérica como profesor de Administración de la Educación en la Universidad Estatal de California, Los Ángeles, Estados Unidos.
Gary Anderson ha escrito varios artículos sobre la Investigación Acción junto a Kathryn Herr y numerosos artículos y libros sobre la política educativa y el liderazgo.
Es profesor de liderazgo y política educativa en la Universidad de Nueva York.
Dicta un curso de la Universidad de Nueva York todos los años en agosto en Buenos Aires, Argentina. 
Ha realizado presentaciones en el Instituto Internacional de Planeamiento de la Educación para la UNESCO en Buenos Aires, Argentina.

## Premios
- Fullbright Award (México)
- Fullbright Award (Argentina)

## Publicaciones
- Anderson, G.L. & Scott, J. (2012). Toward an intersectional understanding of social context and causality. Qualitative Inquiry, 18(8), 674-685.
- Anderson, G.L., Mungal, A., Pini, M., Scott, J., Thomson, P. (2012). Policy, Equity, and Diversity in Global Context: Educational Leadership after the Welfare State. Handbook of Educational Leadership for Equity and Diversity. AERA, Sage Pub.
- Anderson, G.L. and Herr, K. (2011). Scaling Up Evidence-Based Practices for Teachers Is a Profitable but Discredited Paradigm, Educational Researcher, 40. 287-289.
- Anderson, G.L. (2009) Advocacy Leadership: Toward a Post-Reform Agenda in Education. New York: Routledge. (view)
- Anderson, G. L. (2009). The politics of another side: Truth-in-military-recruiting advocacy in an urban school district. Journal of Educational Policy, 23(1), 267-291.
- Anderson, G.L., Herr, K., and Nihlen, A. (2007). Studying your own school: An educator's guide to practitioner action research. (2nd edition) Thousand Oaks, CA: Corwin Press. (First Edition, 1994)
- Anderson, G.L. and Herr, K. (Eds.) (2007). Encyclopedia of Activism and Social Justice (Three Volumes) Thousand Oaks, CA: Sage Pub. (link)
- Anderson, G.L. (2007) Media's Impact on Educational Policies and Practices: Political Spectacle and Social Control. The Peabody Journal of Education.
- Alexander, B, Anderson, G.L., Gallegos, B. (Eds.) (2005). Performance theory and education: Power, pedagogy, and the politics of identity. Mahwah, NJ: Lawrence Erlbaum.
- Herr, K. and Anderson, G.L.(2005). The action research dissertation: A guide for students and faculty. Thousand Oaks, CA: Sage Pub.
- Anderson, G.L. and Pini, M. (2005) Educational Leadership and The New Economy: Keeping the "Public" in Public Schools. In G.L. Anderson (Ed.) v. 3 Politics, Policy, and School Reform. In F. English, (Ed.) The Handbook of Educational Leadership. Newbury Park, CA: Sage Pub.
- Anderson, G.L. (27 de septiembre de 2005). Academia and activism: An essay review of Jean Anyon's Radical Possibilities. Education Review, 8(1), 1-14.
- Anderson, G.L. and Pini, M. (2005) Educational Leadership and The New Economy: Keeping the "Public" in Public Schools. In F. English, (Ed.) The Handbook of Educational Leadership. (pp. 216-236) Newbury Park, CA: Sage Pub.
- Anderson, G.L. (2004). Performing School Reform in the Age of the Political Spectacle. In B. Alexander, G. Anderson, B. Gallegos (Eds.) Performance theory and education: Power, pedagogy, and the politics of identity. Mahwah, NJ: Lawrence Erlbaum
- Herr, K. and Anderson, G. (2003). Violent youth or violent schools?: A critical incident analysis of symbolic violence. International Journal of Leadership in Education 6(4), 415-434.
- Anderson, G.L. (2002). Reflecting on Research for Doctoral Students in Education. Educational Researcher,31(7), 22-25.
- Anderson, G.L. (2002). A critique of the test for school leaders. Educational Leadership, 59(8), 67-70.
- Anderson, G.L. (2001). Disciplining leaders. A critical discourse analysis of the ISLLC national examination and performance standards in educational administration. International Journal of Leadership in Education (4), 3, 199-216.
- Anderson, G.L. (2001). Promoting educational equity in a period of growing social inequity: The silent contradictions of Texas reform discourse. Education and Urban Society, 53(3), 320-332.
- Anderson, G.L. (2001). Hacia una participación auténtica: Deconstruyendo los discursos de las reformas paricipativas en educación. In Narodowski, Mariano; Nores, Milagros & Andrada, Myrian (eds.) Nuevas tendencias en políticas educativas. Buenos Aires: Temas/Fundación Gobierno & Sociedad.
- Anderson, G.L. and Jones, F. (2000). Knowledge generation in educational administration from the inside-out: The promise and perils of site-based, administrator research. Educational Administration Quarterly, 36(3), 428-464.
- Anderson, G.L. and Herr, K. (1999). The new paradigm wars. Is there room for rigorous practitioner knowledge in schools and universities? Educational Researcher, 28(5), 12-21.
- Anderson, G.L. (1998). Toward authentic participation: Deconstructing the discourse of participatory reforms. American Educational Research Journal, 35 (4), 571-606.
- Anderson, G.L. and Grinberg, J. (1998). Educational administration as a disciplinary practice: Appropriating Foucault's view of power, discourse, and method. Educational Administration Quarterly, 34(3), 329-353.
- Anderson, G.L. and Montero-Sieburth, M. (eds.) (1997). Educational qualitative research in Latin America: The struggle for a new paradigm.
- Herr, K., and Anderson, G.L. (1997). Identity politics and student voice: The cultural politics of identity: Student narratives from two Mexican secondary schools. International Journal of Qualitative Studies in Education, 10(1), 45-61.
- Blase, J. and Anderson, G.L. (1995) The micropolitics of educational leadership: From control to empowerment. New York: Teachers College Press
- Anderson, G.L. (1994). The cultural politics of qualitative research in education: Confirming and contesting the canon. Educational Theory, 44(1), 225-237.
- Anderson, G.L. and Irvine, P. (1992). Informing critical literacy with ethnography. In C. Lankshear and P. McLaren (Eds.) Critical literacy: Politics, praxis, and the postmodern. Albany: State University of New York Press.
- Anderson, G.L. (1990). Toward a critical constructivist approach to school administration: Invisibility, legitimation, and the study of non-events. Educational Administration Quarterly, 26(1), 38-59.
- Anderson, G.L. (1989). Critical ethnography in education: Origins, current status, and new directions. Review of Educational Research, 59 (3), 249-270.